# تيم بودن
تيم بودن (بالإنجليزية: Tim Bowden)‏ هو مقدم تلفزيوني ومؤرخ أسترالي، ولد في 2 أغسطس 1937 في هوبارت في أستراليا.